# Dagfinn Morseth

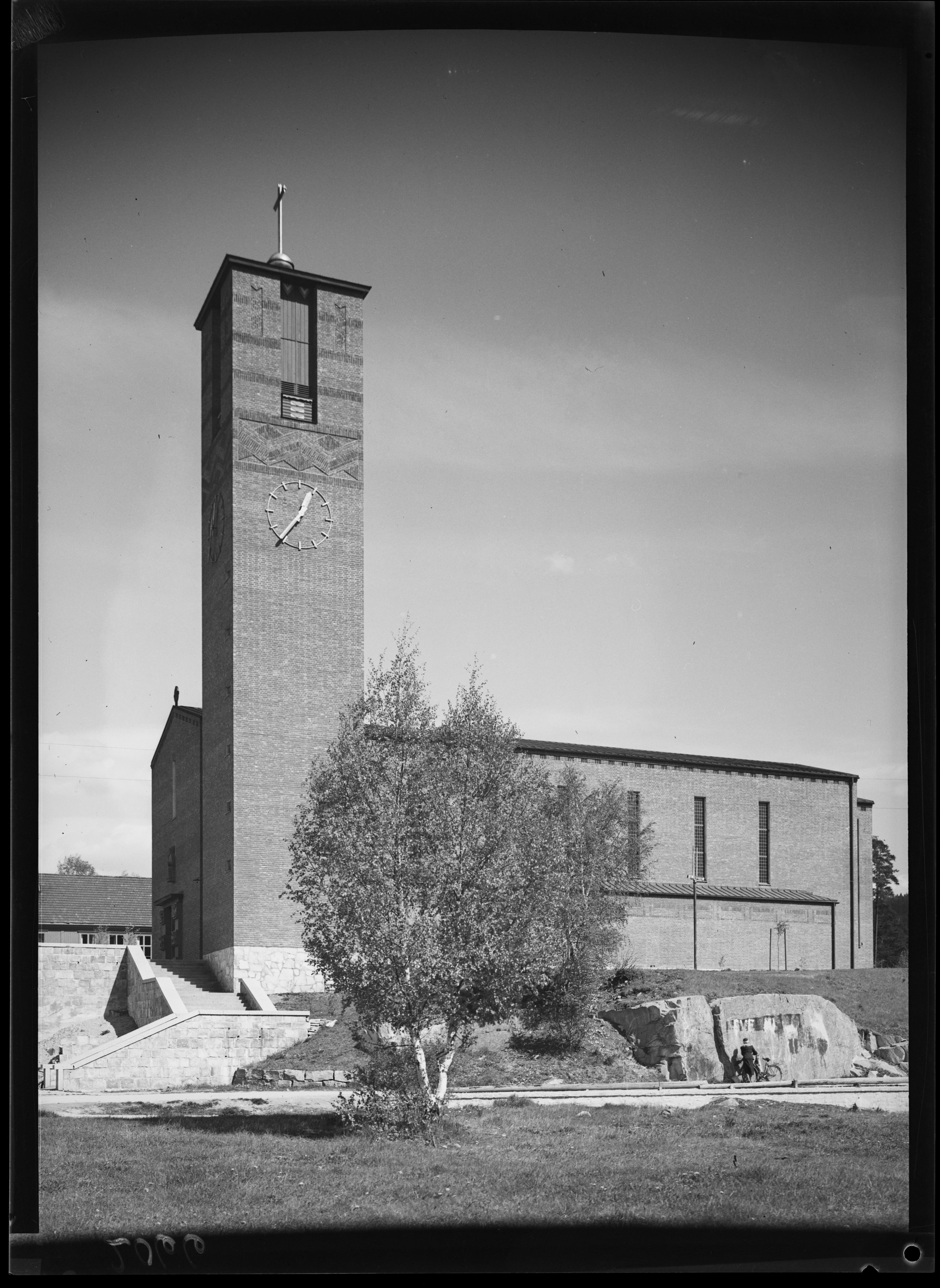
Frühe Aufnahme (zwischen 1935 und 1950) der Kirche in Notodden

Dagfinn Morseth (* 13. November 1898 in Stjørdal, Nord-Trøndelag; † 10. März 1958 in Oslo) war ein norwegischer Architekt.

## Leben
Dagfinn Morseth studierte zunächst Architektur an der Norwegischen Technischen Hochschule in Trondheim (1923), dann an der Norwegischen Architekten-Akademie (1924/1925). Mit Hilfe verschiedener Stipendien unternahm er einige Auslandsreisen. Zwischen 1923 und 1931 arbeitete Morseth in verschiedenen Architekturbüros (u. a. in Helsinki).

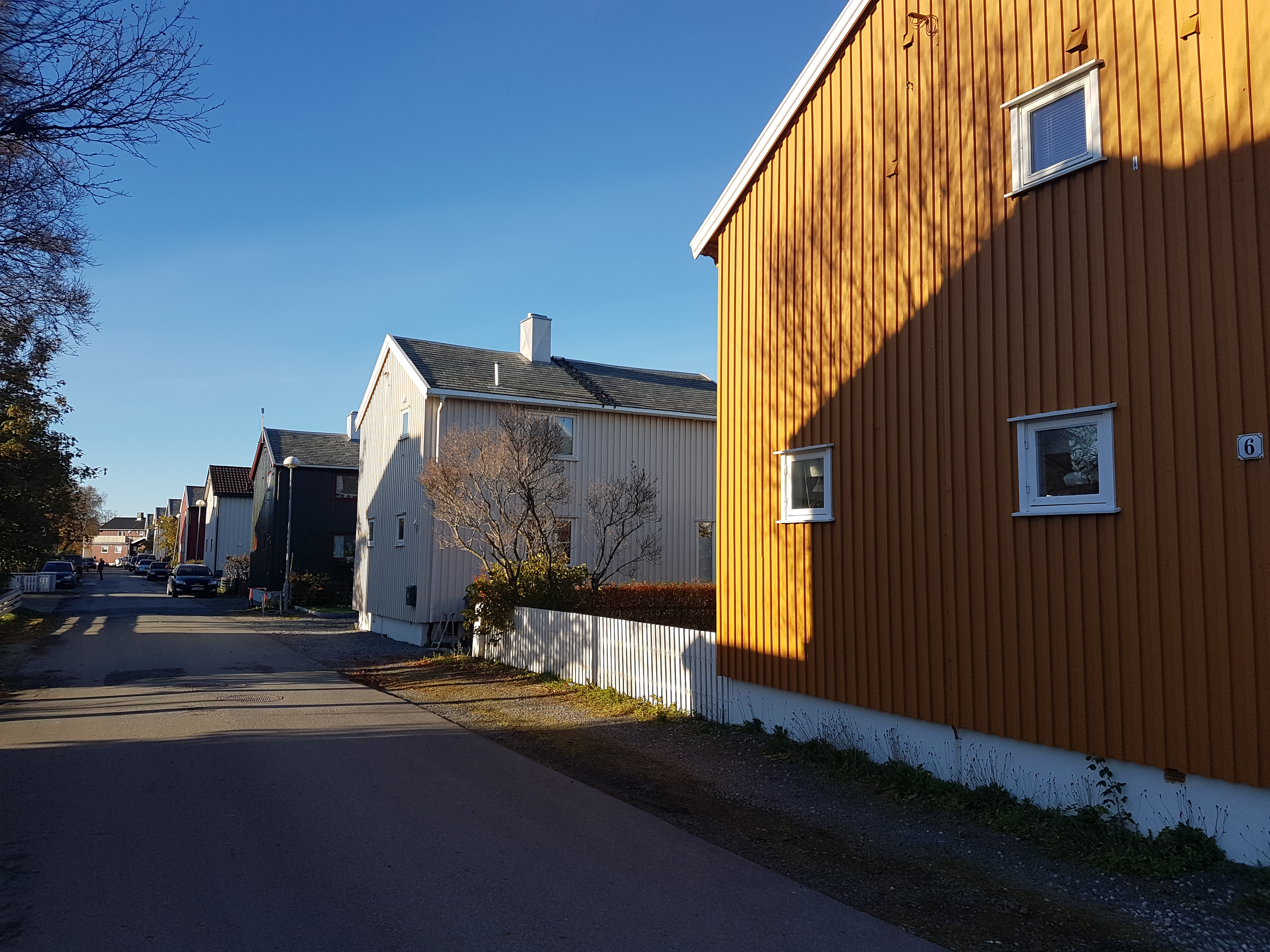
Svenskebyen in Bodø (2016)

Im Jahre 1931 eröffnete er sein eigenes Büro, was er ab 1932 gemeinsam mit Mads Wiel Gedde und Gunnar Øvergaard Jørgen betrieb. Von 1940 bis 1945 war er beratender Architekt für Hedmark und Oppsdal im Rahmen des Wiederaufbaus nach der Zerbombung vieler Städte durch die Wehrmacht. Im Rahmen dessen entwarf er 1940 gemeinsam mit Jørgen das sog. Svenskhusa in Fertigbauweise, was durch Unterstützung des schwedischen Roten Kreuzes und des schwedischen Staates beim Wiederaufbau vielfach zur Realisierung kam. In Bodø ist ein Stadtteil nach diesen Häusern benannt.
Zu Morseths bekannteren Entwürfen zählen die Kirchen in Notodden in der Telemark (erbaut 1935) und in Jar/Bærum (Akershus) (1961), das Rathaus in Harstad (Troms) (1953) sowie die Krankenhäuser in Mo i Rana (Nordland) (1964) und Haugesund (Rogaland) (1958). Morseths Stil ist am Ehesten dem Funktionalismus zuzurechnen, obgleich vereinfachte klassizistische und romantische Züge in seinen Entwürfen erkennbar sind.